# Liste des églises les plus hautes de France
 (octobre 2019).
Si vous disposez d'ouvrages ou d'articles de référence ou si vous connaissez des sites web de qualité traitant du thème abordé ici, merci de compléter l'article en donnant les références utiles à sa vérifiabilité et en les liant à la section « Notes et références ».
Cet article recense les églises en France les plus hautes.

## Liste
La liste suivante se limite aux édifices qui atteignent une hauteur d'au moins 75 m (généralement la hauteur maximale de la flèche). La liste est ordonnée par hauteur décroissante. Les édifices détruits ou qui ne sont plus aussi hauts que par le passé sont indiqués en italique sur fond gris foncé.
| Édifice                                              | Ville                 | Hauteur (m) | Date         | Notes | Coordonnées                        | Photo |
| ---------------------------------------------------- | --------------------- | ----------- | ------------ | --- | ---------------------------------- | ----- |
| Cathédrale Saint-Pierre                              | Beauvais              | 153         | 1569         | Plus haut édifice du monde de 1569 à 1573, année de l'effondrement de la flèche et de la tour-lanterne                                            | 49° 15′ 21″ nord, 2° 02′ 43″ est   |       |
| Cathédrale Notre-Dame                                | Rouen                 | 151         | 1876         | Plus haut édifice du monde entre 1876 et 1880 | 49° 26′ 23″ nord, 1° 05′ 43″ est   |       |
| Cathédrale Notre-Dame                                | Strasbourg            | 142         | 1439         | Plus haut édifice du monde entre 1647 et 1874 | 48° 34′ 54″ nord, 7° 45′ 03″ est   |       |
| Abbaye aux Hommes                                    | Caen                  | 122,3       | XIIIe siècle | Flèche remplacée par une tour moins élevée au XVIIe siècle                                                                                        | 49° 10′ 54″ nord, 0° 22′ 22″ ouest |       |
| Cathédrale Notre-Dame                                | Chartres              | 115         | 1516         | Plus haut édifice du monde depuis les pyramides de Gizeh au moment de son achèvement[pas clair].                                                  | 48° 26′ 52″ nord, 1° 29′ 16″ est   |       |
| Basilique Saint-Michel                               | Bordeaux              | 114,6       | 1492         | | 44° 50′ 04″ nord, 0° 33′ 54″ ouest |       |
| Cathédrale Notre-Dame de Cambrai                     | Cambrai               | 114         | 1360         | Cathédrale détruite pendant la Révolution Française                                                                                               | 50° 10′ 34″ nord, 3° 13′ 47″ est   |       |
| Cathédrale Sainte-Croix                              | Orléans               | 114         | 1345         | | 47° 54′ 06″ nord, 1° 54′ 37″ est   |       |
| Cathédrale Notre-Dame                                | Amiens                | 112,7       | 1549         | | 49° 53′ 42″ nord, 2° 18′ 08″ est   |       |
| Église Saint-Joseph                                  | Le Havre              | 106         | 1957         | | 49° 29′ 28″ nord, 0° 06′ 04″ est   |       |
| Basilique Saint-Nicolas de Nantes                    | Nantes                | 105         | 1850         | | 47° 12′ 56″ nord, 1° 33′ 28″ ouest |       |
| Dôme des Invalides                                   | Paris                 | 103         | 1706         | | 48° 51′ 18″ nord, 2° 18′ 45″ est   |       |
| Basilique Notre-Dame-de-l'Immaculée-Conception       | Boulogne-sur-Mer      | 101         | 1866         | | 50° 43′ 34″ nord, 1° 36′ 54″ est   |       |
| Temple de Garnison                                   | Metz                  | 97          | 1881         | La Nef a été démolie en 1952 | 49° 07′ 21″ nord, 6° 10′ 12″ est   |       |
| Temple Saint-Étienne de Mulhouse                     | Mulhouse              | 97          | 1866         | Plus haute église protestante de France | 47° 44′ 50″ nord, 7° 20′ 20″ est   |       |
| Basilique Sainte-Thérèse de Lisieux                  | Lisieux               | 97          | 1954         | | 49° 08′ 23″ nord, 0° 14′ 12″ est   |       |
| Cathédrale Notre-Dame-de-l'Assomption de Clermont    | Clermont-Ferrand      | 96,1        | 1884         | | 45° 46′ 43″ nord, 3° 05′ 09″ est   |       |
| Cathédrale Saint-Bénigne de Dijon                    | Dijon                 | 93          | 1393         | | 47° 19′ 17″ nord, 5° 02′ 04″ est   |       |
| Église Saint-Pierre de Steenvoorde                   | Steenvoorde           | 92          | XVIIe siècle | | 50° 48′ 39″ nord, 2° 34′ 58″ est   |       |
| Cathédrale Notre-Dame de Paris                       | Paris                 | 90          | 1345         | Hauteur de la flèche centrale (construite au milieu du XIXe siècle) détruite lors de l'incendie d'avril 2019, reconstruite à l'identique en 2024. | 48° 51′ 11″ nord, 2° 20′ 59″ est   |       |
| Abbaye aux Hommes                                    | Caen                  | 90          | XIIIe siècle | Flèche plus haute démolie au XVIIe siècle et remplacée par la tour actuelle                                                                       | 49° 10′ 54″ nord, 0° 22′ 23″ ouest |       |
| Église Saint-Éloi de Dunkerque                       | Dunkerque             | 90          | XVe siècle   | | 51° 02′ 08″ nord, 2° 22′ 34″ est   |       |
| Cathédrale Saint-Gervais-Saint-Protais de Lectoure   | Lectoure              | 88          | XVe siècle   | Flèche abattue au XVIIIe siècle | 43° 56′ 02″ nord, 0° 37′ 26″ est   |       |
| Basilique Saint-Epvre de Nancy                       | Nancy                 | 87,1        | 1872         | | 48° 41′ 45″ nord, 6° 10′ 48″ est   |       |
| Église Saint-Étienne-le-Vieux                        | Caen                  | 87          | 1067         | Ruine | 49° 10′ 53″ nord, 0° 22′ 10″ ouest |       |
| Cathédrale Notre-Dame de Reims                       | Reims                 | 87          | XIVe siècle  | | 49° 15′ 13″ nord, 4° 02′ 02″ est   |       |
| Basilique de Saint-Nicolas-de-Port                   | Saint-Nicolas-de-Port | 87          | 1545         | | 48° 37′ 54″ nord, 6° 18′ 14″ est   |       |
| Cathédrale Notre-Dame de Rodez                       | Rodez                 | 87          | 1531         | | 44° 21′ 03″ nord, 2° 34′ 26″ est   |       |
| Église Notre-Dame de Marciac                         | Marciac               | 87          |              | | 43° 31′ 28″ nord, 0° 09′ 47″ est   |       |
| Abbaye Saint-Ouen de Rouen                           | Rouen                 | 86,2        | 1851         | | 49° 26′ 33″ nord, 1° 05′ 59″ est   |       |
| Basilique Saint-Denis                                | Saint-Denis           | 85,6        | 1281         | Flèche démontée au milieu du XIXe siècle | 48° 56′ 08″ nord, 2° 21′ 35″ est   |       |
| Cathédrale américaine de Paris                       | Paris                 | 85,35       | 1886         | | 48° 52′ 03″ nord, 2° 18′ 02″ est   |       |
| Église du Saint-Esprit de Paris                      | Paris                 | 85,3        | 1931         | | 48° 50′ 17″ nord, 2° 23′ 51″ est   |       |
| Cathédrale Notre-Dame-de-l'Assomption de Luçon       | Luçon                 | 85          | 1121         | | 46° 27′ 16″ nord, 1° 10′ 00″ ouest |       |
| Église Saint-Pierre de Marennes                      | Marennes              | 85          |              | | 45° 49′ 16″ nord, 1° 06′ 24″ ouest |       |
| Église Saint-Maurice de Strasbourg                   | Strasbourg            | 85          | 1893         | | 48° 35′ 05″ nord, 7° 46′ 14″ est   |       |
| Cathédrale Saint-André de Bordeaux                   | Bordeaux              | 85          | XVe siècle   | | 44° 50′ 16″ nord, 0° 34′ 40″ ouest |       |
| Basilique Notre-Dame-de-Lourdes de Nancy             | Nancy                 | 84,2        |              | | 48° 40′ 24″ nord, 6° 10′ 30″ est   |       |
| Église Saint-André de Reims                          | Reims                 | 84          | 1865         | | 49° 15′ 33″ nord, 4° 02′ 29″ est   |       |
| Cathédrale Notre-Dame-et-Saint-Privat de Mende       | Mende                 | 84          |              | | 44° 31′ 02″ nord, 3° 29′ 55″ est   |       |
| Basilique du Sacré-Cœur de Montmartre                | Paris                 | 83,3        | 1910         | | 48° 53′ 13″ nord, 2° 20′ 35″ est   |       |
| Panthéon                                             | Paris                 | 83          | 1789         | | 48° 50′ 46″ nord, 2° 20′ 45″ est   |       |
| Église Saint-Salomon-et-Saint-Grégoire de Pithiviers | Pithiviers            | 83          |              | | 48° 10′ 27″ nord, 2° 15′ 20″ est   |       |
| Église Saint-Maclou de Rouen                         | Rouen                 | 83          | 1517         | | 49° 26′ 23″ nord, 1° 05′ 54″ est   |       |
| Basilique Notre-Dame-du-Saint-Cordon                 | Valenciennes          | 83          | 1852         | | 50° 21′ 20″ nord, 3° 31′ 35″ est   |       |
| Basilique Saint-Quentin                              | Saint-Quentin         | 83          | 1983         | Hauteur de la flèche reconstruite après la Grande Guerre.                                                                                         | 49° 50′ 52″ nord, 3° 17′ 24″ est   |       |
| Église Saint-Étienne de Caen                         | Caen                  | 82          |              | | 49° 10′ 54″ nord, 0° 22′ 22″ ouest |       |
| Tour Abbatiale de Saint Amand                        | Saint-Amand-les-Eaux  | 82          | 1626         | Le clocher est le seul vestige de l'abbatiale | 50° 26′ 56″ nord, 3° 25′ 43″ est   |       |
| Notre-Dame de la Dalbade                             | Toulouse              | 81          | 1881         | Le clocher, le plus haut de la ville, s'effondra dans la nuit du 12 avril 1926 et ne sera jamais reconstruit                                      | 43° 35′ 37″ nord, 1° 26′ 33″ est   |       |
| Cathédrale Notre-Dame-de-l'Annonciation de Moulins   | Moulins               | 81          |              | | 46° 34′ 00″ nord, 3° 19′ 54″ est   |       |
| Église Saint-Augustin de Paris                       | Paris                 | 80          | 1871         | | 48° 52′ 33″ nord, 2° 19′ 09″ est   |       |
| Cathédrale Saint-Lazare d'Autun                      | Autun                 | 80          | 1146         | | 46° 56′ 42″ nord, 4° 17′ 57″ est   |       |
| Abbaye de la Trinité de Vendôme                      | Vendôme               | 80          |              | | 47° 47′ 28″ nord, 1° 04′ 08″ est   |       |
| Église Notre-Dame de Dijon                           | Dijon                 | 80          | 1251         | | 47° 19′ 22″ nord, 5° 02′ 29″ est   |       |
| Abbatiale du Mont-Saint-Michel                       | Le Mont-Saint-Michel  | 78,5        | 1523         | | 48° 38′ 09″ nord, 1° 30′ 41″ ouest |       |
| Cathédrale Notre-Dame d'Évreux                       | Évreux                | 78,15       |              | | 49° 01′ 27″ nord, 1° 09′ 03″ est   |       |
| Collégiale Saint-Thiébaut de Thann                   | Thann                 | 78,14       | 1841         | | 47° 48′ 28″ nord, 7° 06′ 05″ est   |       |
| Chapelle Notre-Dame du Kreisker                      | Saint-Pol-de-Léon     | 78          |              | | 48° 40′ 58″ nord, 3° 59′ 12″ ouest |       |
| Cathédrale Saint-Étienne de Sens                     | Sens                  | 78          | 1534         | | 48° 11′ 52″ nord, 3° 17′ 01″ est   |       |
| Cathédrale Notre-Dame de Senlis                      | Senlis                | 78          | 1191         | | 49° 12′ 25″ nord, 2° 35′ 10″ est   |       |
| Cathédrale Sainte-Cécile d'Albi                      | Albi                  | 78          | 1480         | | 43° 55′ 43″ nord, 2° 08′ 35″ est   |       |
| Cathédrale Notre-Dame de Coutances                   | Coutances             | 77          | 1274         | | 43° 55′ 43″ nord, 2° 08′ 35″ est   |       |
| Cathédrale Saint-Maurice d'Angers                    | Angers                | 77          | 1523         | | 47° 28′ 14″ nord, 0° 33′ 18″ ouest |       |
| Église Saint-Martin de Pau                           | Pau                   | 77          | 1871         | | 43° 17′ 39″ nord, 0° 22′ 21″ ouest |       |
| Cathédrale Notre-Dame de Bayeux                      | Bayeux                | 76,6        | 1866         | | 49° 16′ 32″ nord, 0° 42′ 12″ ouest |       |
| Sainte-Chapelle                                      | Paris                 | 76          | 1248         | | 48° 51′ 19″ nord, 2° 20′ 42″ est   |       |
| Cathédrale Saint-Corentin de Quimper                 | Quimper               | 76          | 1856         | | 47° 59′ 44″ nord, 4° 06′ 08″ ouest |       |
| Église Saint-Paul de Strasbourg                      | Strasbourg            | 76          | 1897         | | 48° 35′ 10″ nord, 7° 45′ 35″ est   |       |
| Église Notre-Dame de Niort                           | Niort                 | 75          |              | | 46° 19′ 22″ nord, 0° 27′ 58″ ouest |       |
| Église Saint-Pierre de Caen                          | Caen                  | 75          |              | | 49° 11′ 02″ nord, 0° 21′ 39″ ouest |       |